# 宮田一松
宮田 一松（みやた いちまつ、1908年（明治41年）3月21日 - 1986年（昭和61年）5月2日）は、愛知県碧海郡依佐美村（現・刈谷市小垣江町上）出身の政治家。刈谷市長（4期16年間）。

## 経歴

### 実業家として
1908年（明治41年）3月21日、愛知県碧海郡依佐美村（現・刈谷市小垣江町上）に生まれた。1920年（大正9年）3月、碧海郡刈谷町の刈谷町立亀城尋常小学校を卒業した。
宮田家は瓦製造業者であり、1933年（昭和8年）に宮政製瓦工場の営業主となった。1951年（昭和26年）には短期間だけ三州瓦工業組合理事長を務めている。1962年（昭和37年）12月には宮政瓦工業株式会社の取締役社長に就任した。1965年（昭和40年）2月に刈谷ライオンズクラブが設立されると、1966年（昭和41年）6月まで初代会長を務めた。1973年（昭和48年）11月には宮政瓦工業株式会社の会長に就任した。

### 政治家として
1947年（昭和22年）5月1日には刈谷町議会議員に初当選。1950年（昭和25年）4月1日に刈谷町が市制施行して刈谷市が発足すると、1951年（昭和26年）5月1日には刈谷市議会議員に当選した。1952年（昭和27年）6月1日から1953年（昭和28年）1月31日までは刈谷市議会議長を務めている。1959年（昭和34年）9月30日には刈谷市助役に就任し、1965年（昭和40年）12月28日まで高田一郎市長の下で助役を務めた。
1967年（昭和42年）7月20日、高田一郎の後任として刈谷市長に就任した。「1小学校区1幼稚園」制度の整備、愛知教育大学の誘致、愛知県立刈谷東高等学校の開校、刈谷文化協会や刈谷市国際友好協会（現・刈谷市国際交流協会）の創設などに尽力した。刈谷市長時代には全国市長会理事（1970年～1971年）、愛知県市長会副会長（1970年～1971年、1978年～1979年）、愛知県市長会監事（1971年～1972年）、東海市長会理事（1978年～1979年）などを歴任している。

### 政治家引退後
1983年（昭和58年）7月19日に4期務めた刈谷市長を退任し、市長の座を角岡与に譲った。1983年（昭和58年）4月29日、勲四等旭日小綬章を受けた。同年9月22日、刈谷市名誉市民に推挙された。1986年（昭和61年）5月2日に死去した。

## 著書
- 宮田一松『私のアメリカ見聞記』刈谷市、1972年
- 宮田一松『私のあいさつ集』宮田一松、1977年
- 宮田一松『私の人生七十五年』宮田一松、1983年
- 宮田一松『中国を訪問して』刈谷市、1983年